# Squinzano (Wein)
Die Bezeichnung Squinzano DOC steht für Rot-, Rosé- und Weißweine aus der Gemeinde Squinzano in der süditalienischen Provinz Lecce in der Region Apulien. Teilweise erfolgt deren Ausbau auch als Jungwein (Novello), Perlwein (Frizzante) und Schaumwein (Spumante). Einige der Rotweine dürfen das Prädikat „Riserva“ tragen. Die Weine haben seit 1976 eine geschützte Herkunftsbezeichnung (Denominazione di origine controllata – DOC), deren letzte Aktualisierung am 7. März 2014 veröffentlicht wurde.

## Anbaugebiet
Der Anbau ist innerhalb der Provinz Lecce gestattet in den Gemeinden Squinzano, San Pietro Vernotico, Torchiarolo und Novoli sowie in Teilen der Gemeinden Campi Salentina, Cellino San Marco, Trepuzzi, Surbo und Lecce.

## Erzeugung
Die Appellation Squinzano DOC sieht folgende Weintypen und deren Rebsorten vor:
- Squinzano Bianco: muss zu mindestens 80 % aus den Rebsorte Chardonnay und Malvasia Bianca (einzeln oder gemeinsam) bestehen. Höchstens 20 % andere weiße Rebsorten, die für den Anbau in der Produktionszone „Salento-Arco Ionico“ zugelassen sind, dürfen zugesetzt werden. Wird auch als Spumante ausgebaut.
- Squinzano Rosso und Squinzano Rosato: müssen zu mindestens 70 % aus der Rebsorte Negroamaro bestehen. Höchstens 30 % Malvasia Nera di Brindisi, Malvasia nera di Lecce und Sangiovese sowie andere rote Rebsorten, die für den Anbau in der Produktionszone „Salento-Arco Ionico“ zugelassen sind, dürfen zugesetzt werden; Rosso wird auch als Novello und „Riserva“ ausgebaut, Rosato kann auch als Spumante angeboten werden.
- Unter der Bezeichnung „Squinzano …“, gefolgt von der jeweiligen Rebsorte, werden Weine produziert, die zu mindestens 85 % aus der jeweils genannten Rebsorte bestehen müssen. Höchstens 15 % andere analoge Rebsorten, die in der Produktionszone „Salento-Arco Ionico“ zugelassen sind, dürfen zugesetzt werden:
  - Squinzano Negroamaro, sowohl als Rosso als auch als Rosato
  - Squinzano Susumaniello
- Unter der Bezeichnung „Squinzano …“, gefolgt von der jeweiligen Rebsorte, werden Weine produziert, die zu mindestens 90 % aus der jeweils genannten Rebsorte bestehen müssen. Höchstens 10 % andere analoge Rebsorten, die in der Produktionszone „Salento-Arco Ionico“ zugelassen sind, dürfen zugesetzt werden:
  - Squinzano Chardonnay
  - Squinzano Malvasia Bianca
  - Squinzano Piano (Weißwein)
  - Squinzano Sauvignon